# Monastère de la Dormition Alexandre Ochevenski
Le monastère de la Dormition Alexandre Ochevenski (en russe : Александро-Ошевенский монастырь) est un monastère orthodoxe en activité dépendant de l'éparchie de Plessetsk et situé dans le village de Pogost (Ochevenski), raïon Kargopolski, oblast d'Arkhangelsk en Russie.

## Histoire
Le monastère a été fondé en 1460 par le prépodobny Alexandre Ochevenski (1427—1479) (Alexeï), qui avait reçu la tonsure de moine au monastère de Kirillo-Belozersky. Sur le conseil de son père, qui s'était installé dans la région de Kargopol, Alexandre Ochevenski a installé un ermitage à quarante-quatre verstes de la ville de Kargopol à l'emplacement d'une forêt profonde. Son père, Nikifor Ocheven, l'a aidé à édifier les bâtiments. La première église du monastère a été élevée du vivant d'Alexandre. Elle était dédiée à saint Nicolas.

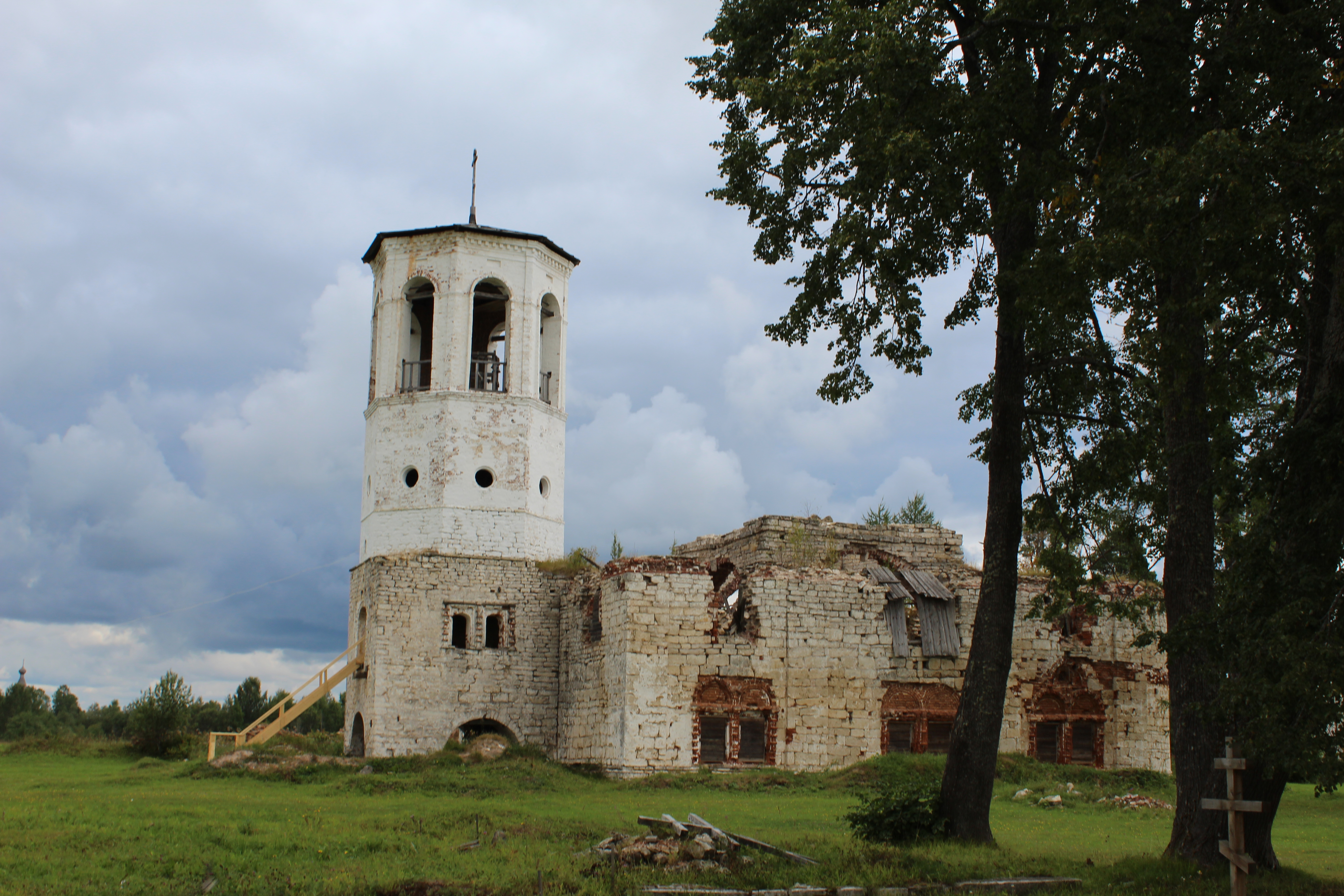
La cathédrale du monastère

Après la mort d'Alexandre en 1479, le monastère commence à décliner, les moines ne sont finalement plus que cinq et ils sont âgés. Mais la situation s'améliore en 1488 lorsque le prêtre Maxime est nommé higoumène à la tête du monastère et en assure la direction jusqu'en 1531. Avec lui, le nombre de frères augmente, la surface des terres possédées s'agrandit et une deuxième église est construite en l'honneur de la Dormition de Notre-Dame. Puis, le monastère connaît une période de malheurs : au milieu du XVIe siècle, le voïvode Iouriev, un parent d'Anastasia Romanovna, épouse d'Ivan le Terrible, veut détruire les bâtiments. Ensuite, les moines doivent faire face à un contentieux foncier avec les paysans. Il n'était pas rare de voir brûler les églises à cette époque sans que les moines puissent se défendre.
Ce fut le cas le 6 mai 1706. Mais dès 1707, une nouvelle église de la Dormition à deux niveaux est construite après l'incendie de la première.

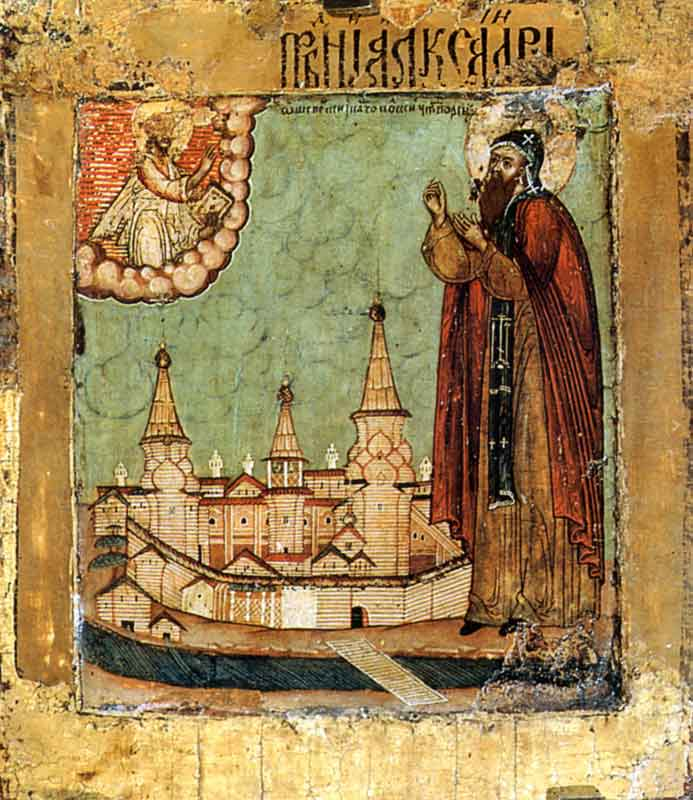
Le vénérable Alexandre Ochevenki. Icône du monastère Solovetski. (deuxième moitié du XVII s.), conservé au musée-zapovednik du Kremlin de Moscou

En 1834 est élevée l'église Saint-Nicolas-Thaumaturge qui existe encore aujourd'hui.
Le monastère Ochevenski a été d'une grande importance pour la région, car c'est à partir de lui que six autres monastères sont apparus. Parmi ceux-ci, celui de Pacôme Kenski, appelé monastère Kenski ,. Antoine de Siya, a fondé le monastère Antonievo-Siysky. Le vénérable Kirill a fondé le monastère de Syria (oblast d'Arkhangelsk). Et d'autres ascètes ont encore fondé différents monastères, mais qui n'existent plus aujourd'hui.
Avant la révolution d'Octobre 1917, le monastère possédait une ferme assez développée avec du bétail, des terres arables, des prairies, des parcelles forestières, des pêcheries. En 1919, les moines ont quitté la ferme. Celle-ci a été fermée en 1931.
En 1928, le monastère a cessé d'exister. La châsse avec les reliques d'Alexandre Ochevenski a été ouverte en présence de résidents locaux, de représentants de l'ouïezd. La cathédrale a été pillée et est restée en ruine jusqu'au milieu du XXe siècle.
À la fin des années 1960, la question de la restauration du monastère a été soulevée mais pas entreprise.
Jusque dans les années 1970, un certain nombre de bâtiments ont été utilisés pour des nécessités économiques (une école existait dans le corpus monacal).
Actuellement, le monastère a besoin d'une aide urgente, mais sa restauration a débuté.
Depuis 1907, le monastère possédait sa propre hôtellerie à Saint-Pétersbourg ainsi qu'une chapelle en l'honneur de Pantaléon de Nicomédie. Cette chapelle n'existe plus aujourd'hui sans que l'on connaisse la date exacte de sa démolition.
Le nouvel évêque de Plessetsk et Kargopol, Alexandre, a déclaré le 21 mai 2017 qu'il estimait utile de rencontrer le directeur de la Fondation pour la restauration du monastère pour que les travaux puissent commencer.

## Architecture

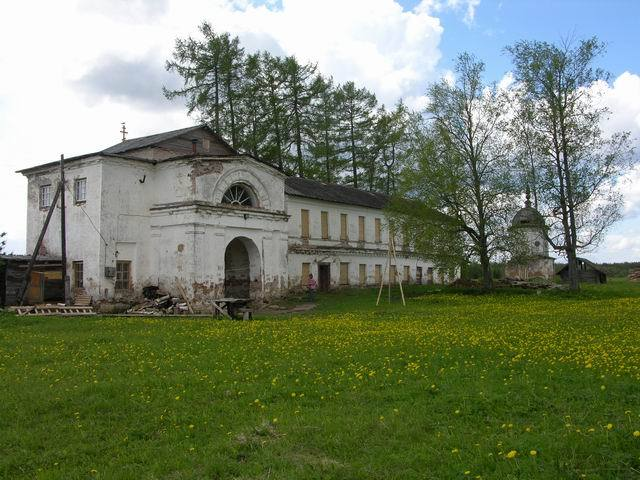
Monastère Alexandre Ochevenski, cellules

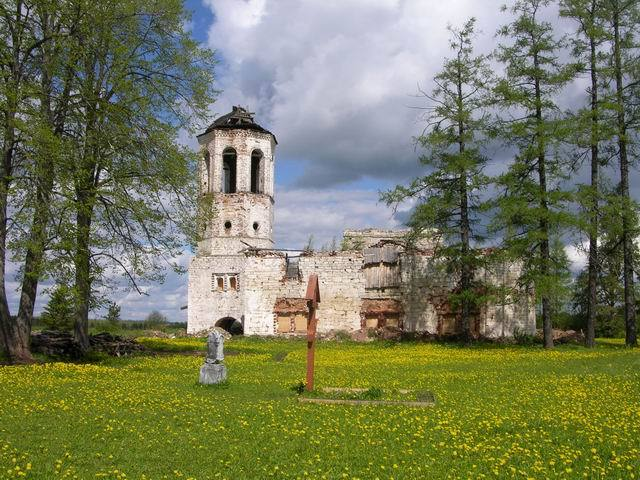
Cathédrale de la Dormition. 1707.

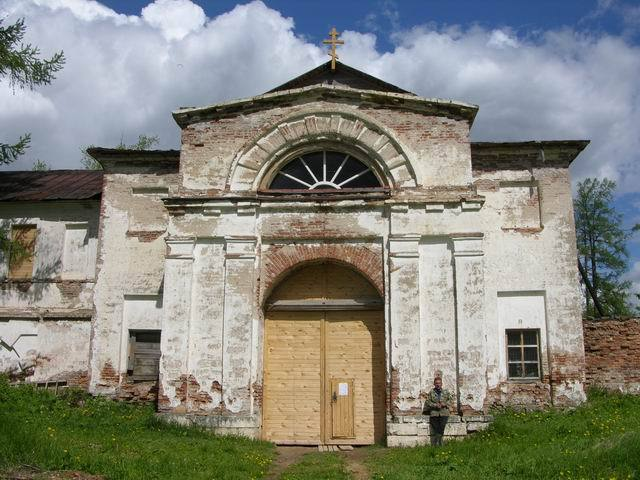
Église Saint-Nicolas-Thaumaturge. 1834.

- Cathédrale de la Dormition-de-Notre-Dame (1707). C'est le bâtiment religieux principal du monastère. Aujourd'hui, il est en ruine et il ne subsiste que les murs extérieurs. Les derniers vestiges des voûtes peuvent s'effondrer à tout moment. La cathédrale a besoin de travaux urgents. Les reliques du fondateur se trouvent dans la chapelle droite de l'église.
- Église Saint-Nicolas-Thaumaturge (1834). Des services religieux y sont célébrés régulièrement.
- Clôture en pierre avec tours de garde.
- Puits, creusé par Alexandre Ochevens lui-même. Il était autrefois surmonté d'une chapelle.
- Corpus du monastère. Les moines y habitent, cellules.
- Corpus de l'higoumène.

## Photos

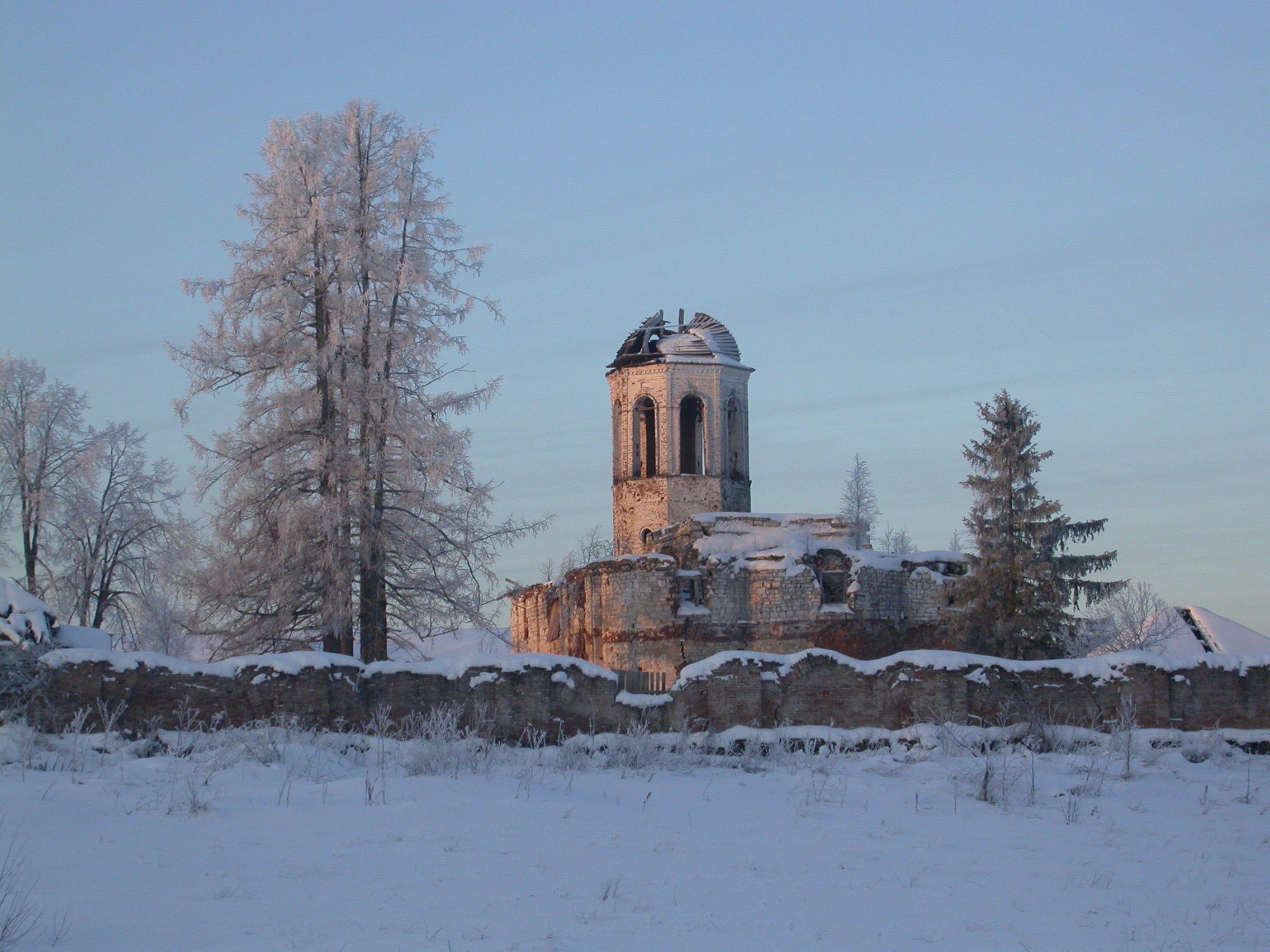
Monastère Ochevenski
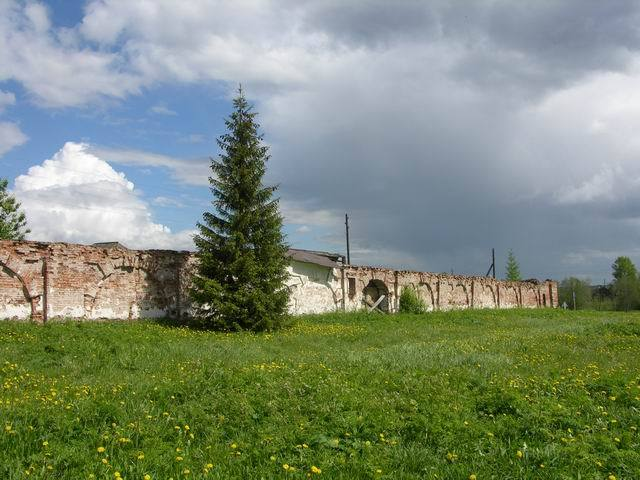
Clôture du monastère
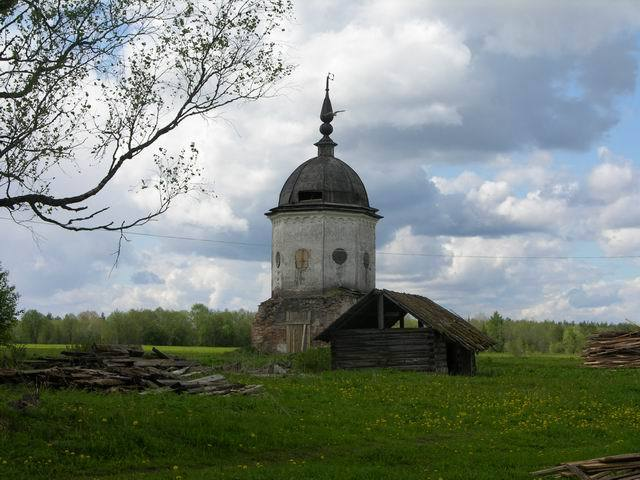
Tour de clôture du monastère